# Народна библиотека „Његош” у Никшићу
Јавна установа Народна библиотека "Његош" Никшић" у Никшићу је народна (јавна) и матична библиотека која своју историју бележи од оснивања Друштва никшићке читаонице, априла 1881. године до данашње Библиотеке.

## Историја
Јавна установа Народна библиотека "Његош" Никшић" своју историју постојања бележи од 1881. године када је оснивано Друштво никшићке читаонице. Друштво никшићке читаонице је пред Први светски рат престало са радом. Развојем школства 1919. године и библиотечка делатност била је у успону. У том периоду никшићка општина је имала 29 основних школа, Гимназију и Занатску школу, штампарију, излазило је неколико листова, формиране су књижаре. Гимназијска библиотека била је подељена на наставничку (имала 1773 књиге), библиотеку ђачке дружине „Будућност“ (1294 књиге) и ђачку библиотеку(412 књига). Постојала је и нека врста градске библиотеке у кафани Пера Пејака. Своју читаоницу је снадбдевао белетристиком и научном књигом, а била је пртеплаћена на напредне листове и часописе. Та Библиотека је убрзо затворена, а полиција је запалила књижни фонд.
У октобру 1944. године, након ослобођења града, отвара се Градска библиотека "Његош". У послератном периоду Библиотека је наставила богату културну традицију коју је имало Друштво никшићке читаонице. Библиотека је сељена три пута, да би четврти пут била пресељена у адаптиране просторије Дворца краља Николе, гдје се и сада налази.
Након Другог светког рата Библиотека је поседовала 4000 књига, да би већ 50-их имала око 10000 наслова. Почетком 1959. године, Библиотека добија нове просторије са депоом и читаоницом која је имала 40 седишта. Године 1965. Библиотека поседује фонд од 22000 књига.
Године 1965. Библиотека губи самостални статус јер прелази у новоформирану Заједницу културних установа, те добија централно место у библитечкој мрежи и од тада почиње да се назива и матичном. 1975. године, формира се Центар за културу-Никшић и сем општих служби сачињавале су га четири организационе јединице: Архив и Библиотека, Музеј и Галерија, Биоскоп и Аметаризам. Удружено са Архивом, Библиотека поново мијења статус. Библиотека "Његош" почетком 1981. године пресељена је у просторије Дворца, и њен тадашњи књижни фонд је износио 45000 наслова.

## Библиотека данас
Скупштина општине Никшић на седници 16. октобра 2015. године донела је одлуку о Оснивању Јавне установе Народне библиотеке "Његош" Никшић. Библиотека је основана обједињавањем организационих делова из Јавне установе Центар за културу – Никшић (Народне библиотеке "Његош" и Издавачке делатности) и дела Јавне установе "Стари град-Андерва" – Никшић (правни послови, рачуноводствено-финансијски послови, дио административно-комерцијалних послова, послови архиве, део књиговодствених послова и други сродни послови). Истог тог дана када је Библотека добила самосталност, отворена је прва Дечија читаоница у Црној Гори која функционише у оквиру Народне библиотеке. 16. октобра 2019. Библиотека је добила за битан сегмент свог рада своје просторије - Градску кућу у парку. Наиме, у Градској кући је смештено Одељење за децу.

## Организација рада
Као институција културе у свом склопу има Библиотеку која се налази у Дворцу краља Николе и Градску кућу. Осим Дечјег одељења које је ту смештено, у Градској кући се налази и прес сала са 80 места која се користи за све програме из домена културе и уметности, семинаре, радионице, тренинге, изложбе, трибине, књижевне сусрете, радионице и прес конференције.

## Одељења
Библиотека у свом саставу има:
- Одељење за одрасле - читаоница
- Дечје одељење (смештена у Градској кући)
- Обрадно одељење, и
- Издавачко одељење.

## Легати
Библиотека у свом саставу има четири легата.

## Манифестације
Библиотека организује многе промоције, изложбе, литерарне конкурсе/радионице, итд.